# 스코티 레븐워스
스코티 레븐워스(Scotty Leavenworth, 1990년 5월 21일 ~ )는 미국의 배우이다.

## 출연 작품
- 라이프 애즈 어 하우스 (2001)
- 도니 다코 (2001)
- 마제스틱 (2001)
- 에린 브로코비치 (2000)
- 위트와 슬라이 (1999)
- 꼬마 돼지 베이브 2 (1998)
- 사이먼 버치 (1998)
- 제7의 천국 (1996)
- 더 영 앤 더 레스트리스 (1973)